# Reprezentacja Estonii w hokeju na lodzie mężczyzn
Reprezentacja Estonii w hokeju na lodzie mężczyzn – kadra Estonii w hokeju na lodzie mężczyzn.

## Trenerzy
Trenerem kadry był Dmitrij Miedwiediew. W sezonie 2013/2014 kadrę prowadził Fin Sakari Pietilä, po czym następcą został jego rodak Jussi Tupamäki.

## Mecze reprezentacji Estonii (1937-1940)
Zestawienie oficjalnych międzynarodowych meczów reprezentacji Estonii w hokeju na lodzie mężczyzn.
| nr | data       | rywal     | wynik | miejsce | ranga |
| -- | ---------- | --------- | ----- | ------- | ----- |
| 1  | 20.02.1937 | Finlandia | 1-2   | W       | tow.  |
| 2  | 17.02.1938 | Finlandia | 2-1   | D       | tow.  |
| 3  | 20.01.1939 | Finlandia | 9-1   | W       | tow.  |
| 4  | 27.01.1940 | Łotwa     | 0-4   | D       | tow.  |
| 5  | 10.02.1940 | Litwa     | 2-1   | W       | tow.  |
| 6  | 05.03.1940 | Litwa     | 2-0   | D       | tow.  |
| 7  | 10.03.1940 | Łotwa     | 1-2   | W       | tow.  |

## Udział w mistrzostwach świata
- 1993: niesklasyfikowana (2. miejsce w Grupie C2 kwalifikacje)
- 1994: 28. miejsce (1. miejsce w Grupie C2)
- 1995: 24. miejsce (4. miejsce w Grupie C1)
- 1996: 25. miejsce (5. miejsce w Grupie C)
- 1997: 23. miejsce (3. miejsce w Grupie C - awans)
- 1998: 19. miejsce (3. miejsce w Grupie B)
- 1999: 22. miejsce (6. miejsce w Grupie B)
- 2000: 22. miejsce (6. miejsce w Grupie B)
- 2001: 28. miejsce (6. miejsce w I dywizji - spadek)
- 2002: 29. miejsce (1. miejsce w II dywizji - awans)
- 2003: 22. miejsce (3. miejsce w I dywizji)
- 2004: 22. miejsce (4. miejsce w I dywizji)
- 2005: 23. miejsce (4. miejsce w I dywizji)
- 2006: 24. miejsce (4. miejsce w I dywizji)
- 2007: 23. miejsce (4. miejsce w I dywizji)
- 2008: 27. miejsce (6. miejsce w I dywizji - spadek)
- 2009: 31. miejsce (2. miejsce w II dywizji)
- 2010: 29. miejsce (1. miejsce w II dywizji - awans)
- 2011: 27. miejsce (6. miejsce w I dywizji - spadek)
- 2012: 29. miejsce (1. miejsce w II dywizji Grupie A - awans)
- 2013: 28. miejsce (6. miejsce w I dywizji Grupie B - spadek)
- 2014: 29. miejsce (1. miejsce w II dywizji Grupie A - awans)
- 2015: 27. miejsce (5. miejsce w I dywizji Grupie B)
- 2016: 27. miejsce (5. miejsce w I dywizji Grupie B)
- 2017: 26. miejsce (4. w Dywizji I, Grupie B)
- 2018: 25. miejsce (3. w Dywizji I, Grupie B)
- 2019: 26. miejsce (4. w Dywizji I, Grupie B)